# Škamperle
Škamperle je priimek več znanih Slovencev:
- Igor Škamperle (*1962), sociolog kulture, religiolog, univ. profesor, pisatelj in alpinist
- Jure Škamperle, igralec?
- Slavko Škamperle (1910—1940), narodnopolitični in kulturni delavec, protifašist
- Tjaša Škamperle, novinarka
- Tomaž Škamperle, dirigent, glasbeni pedagog